# Ibrahim Biçaku
Ibrahim Biçaku (ur. 10 września 1905 w Elbasanie, zm. 4 stycznia 1977 tamże) – albański polityk i przedsiębiorca, premier Albanii (1944) i minister spraw zagranicznych.

## Życiorys
Był jedynym synem Aqifa paszy Biçaku, jednego z najbardziej wpływowych polityków w Albanii w latach 20. XX w. i Ifete z d. Vrioni. Szkołę ukończył w rodzinnej miejscowości, a następnie studiował w Wiedniu, w szkole handlowej. Ukończył ją, uzyskując dyplom agronoma. Po powrocie do Albanii w 1926, już po śmierci ojca zajął się prowadzeniem majątku rodzinnego (m.in. Fabryki Cygar w Elbasanie i kawiarni Flora w Tiranie). Należał do grona założycieli włosko-albańskiej spółki Albiger. Był prawdopodobnie jednym z pierwszych, którzy wprowadzili do Albanii traktory. W latach 1937–1939 i 1943-1944 zasiadał w parlamencie albańskim jako przedstawiciel Elbasanu. 
We wrześniu 1943 po kapitulacji Włoch Biçaku stanął na czele Tymczasowego Komitetu Wykonawczego, który 11 września 1943 ogłosił przywrócenie niepodległości Albanii. Krok ten uzgodniono ze stroną niemiecką, której wojska w tym czasie przejęły kontrolę nad Albanią. 7 września 1944 Biçaku objął stanowisko premiera rządu kolaboracyjnego i ministra spraw zagranicznych. Sprawował je do 25 października. Według Juliana Amery’ego jedyną kwalifikacją do objęcia przez Biçaku stanowiska szefa rządu było to, że grywał z niemieckim ambasadorem Martinem Schliepem w ping-ponga.
Po przejęciu władzy przez komunistów nie zdecydował się na opuszczenie kraju. Aresztowany 6 grudnia 1944 w Szkodrze. 13 kwietnia 1945 skazany przez Trybunał Specjalny na dożywocie, ale 13 grudnia 1945 wymiar kary zmniejszono do 30 lat więzienia. Był jedynym premierem rządu kolaboracyjnego w Albanii, który nie został skazany na karę śmierci. W opinii Myslima Pezy uratowało go to, że będąc premierem przekazywał zaopatrzenie oddziałom partyzanckim. 
Karę odbywał w więzieniu w Tiranie, a następnie w Burrelu. Uwolniony 5 maja 1962, zarabiał na życie pracując jako zwykły pracownik fizyczny przy oczyszczaniu szaletów.